# Stefano degli Angeli

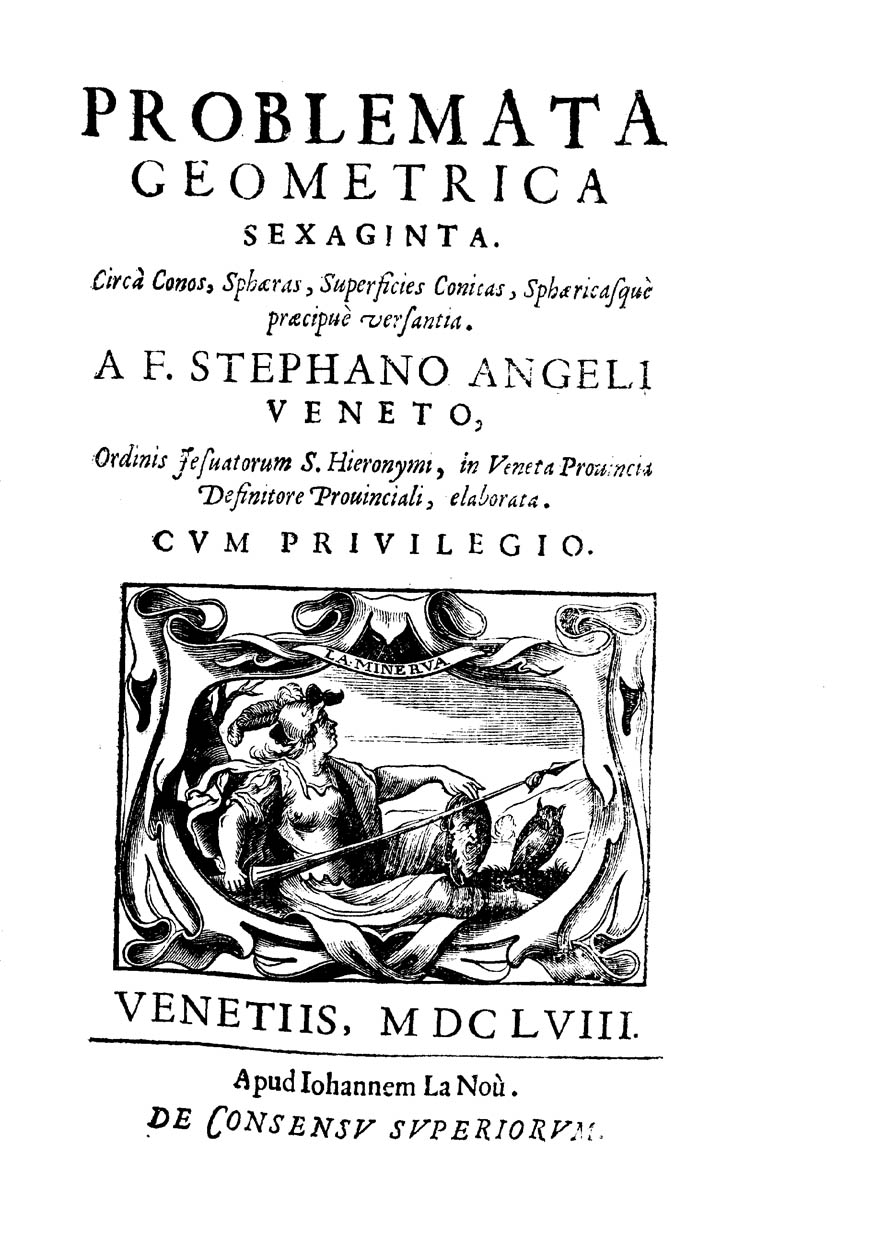
Problemata geometrica sexaginta, 1658

Stefano degli Angeli (Veneza, 23 de setembro de 1623 — Pádua, 11 de outubro de 1697) foi um matemático, filósofo e jesuate italiano.
Ele era membro da Ordem Católica dos Jesuates. Em 1668, a ordem foi suprimida pelo papa Clemente IX. Angeli era estudante de Bonaventura Cavalieri. De 1662 até sua morte, ele ensinou na Universidade de Pádua.
De 1654 a 1667, dedicou-se ao estudo da geometria, continuando a pesquisa de Cavalieri e Evangelista Torricelli com base no método dos Indivisíveis. Ele então passou para a mecânica, onde muitas vezes se encontrava em conflito com Giovanni Alfonso Borelli e Giovanni Riccioli.
Jean-Étienne Montucla, em seu monumental Histoire des mathématiques (Paris, 1758), elogia Angeli (II, p. 69).

## Mudança para Veneza e defesa de indivisíveis
Angeli mudou-se de Roma para sua cidade natal de Veneza em 1652 e começou a publicar sobre o método dos indivisíveis. O método estava sob ataque dos jesuítas Paul Guldin, Mario Bettini e André Tacquet. A primeira resposta de Angeli apareceu em um "Appendix pro indivisibilibus", anexado ao seu livro Problemata geometrica sexaginta, de 1658, e foi dirigida a Bettini. Alexander (2014) mostra como indivíduos indivisíveis e infinitesimais foram percebidos como uma ameaça teológica e se opuseram em bases doutrinárias no século XVII. A oposição foi liderada por clérigos e, mais especificamente, pelos jesuítas. Em 1632 (o ano em que Galileu foi convocado para ser julgado por heliocentrismo), os Revisores Gerais da Sociedade, liderado pelo pai Jacob Bidermann, proibiu o ensino de indivíduos indivisíveis em suas escolas.:17  Os indivisíveis de Cavalieri e o heliocentrismo de Galileu Galilei foram sistematicamente opostos pelos jesuítas e atacados por um espectro de meios, seja matemático, acadêmico, político ou religioso.:Parte I  Bettini chamou o método dos indivisíveis de "filosofar contrafacção" e procurou desacreditá-lo através da discussão de um paradoxo apresentado no Discorsi de Galileu. Angeli analisa a posição de Bettini e a prova insustentável.:168

## De infinitis parabolis
No prefácio de sua obra De infinitis parabolis (1659), Angeli examina as críticas de indivisíveis escritas pelo jesuíta Tacquet, que afirmou em seu livro de 1651 Cylindricorum et annularium libri IV que
[o método dos indivisíveis] faz guerra contra a geometria a tal ponto que, para não destruí-la, ela própria deve ser destruída.:119
Angeli escreve que as críticas de Tacquet já foram levantadas por Guldin e respondidas satisfatoriamente por Cavalieri. Em seu trabalho, Tacquet perguntou retoricamente: "Quem esse raciocínio convence?" Angeli responde incrédulo: "a quem ela convence? Todos, exceto os jesuítas". Angeli então lista matemáticos europeus que aceitaram o método dos indivisíveis, incluindo Jean Beaugrand, Ismael Boulliau, Richard White e Frans van Schooten.:169  Angeli tentou retratar os jesuítas como os únicos obstáculos contra um método que está sendo universalmente aceito. No entanto, como Alexander aponta, os matemáticos citados residem ao norte dos Alpes. Dos três italianos que Angeli cita, Torricelli, Rocca e Raffaello Magiotti, apenas o primeiro publicou de fato em indivisíveis e, em qualquer caso, em 1659, os três estavam mortos. Apesar de seus protestos em contrário, Angeli estava, em sua própria terra, sozinho.
James Gregory estudou com Angeli de 1664 a 1668 em Pádua.
Andersen observa que Angeli, que era um jesuate como Cavalieri, observou que os círculos opostos ao método dos indivisíveis continham principalmente matemáticos jesuítas.

## Composição do continuum
Tacquet alertou que, a menos que o método dos indivisíveis seja destruído primeiro, ele destruirá a geometria.:169  A preocupação de Tacquet refletia o compromisso dos jesuítas com a geometria, como praticado por Euclides, bem como o compromisso deles com a filosofia aristotélica que rejeitava a noção de que o continuum é composto de indivíduos indivisíveis. Angeli seguiu seu professor Cavalieri e argumentou que a composição do continuum não tem relação com o método dos indivisíveis, e "mesmo que o continuum não seja composto de indivisíveis, o método dos indivisíveis permanece inabalável". Angeli foi além da defesa cautelosa de seu professor ao declarar que a eficácia do método dos indivisíveis fornece evidências de que o continuum é de fato composto por indivíduos, contrários à posição dos jesuítas.

## Queda dos Jesuates
Em 6 de dezembro de 1668, o Papa Clemente IX emitiu uma breve supressão da ordem dos jesuates, contando Angeli entre seus membros, com o argumento de que "nenhuma vantagem ou utilidade para o povo cristão se previa de sua sobrevivência". Alexander escreve: "Foi um final surpreendentemente violento e inesperado para uma ordem antiga e venerável. Fundada pelo Beato John Colombini em 1361, para cuidar dos pobres e dos doentes, sobreviveu por [mais] três séculos".:171,2 Embora Angeli tivesse publicado anteriormente nada menos que nove livros promovendo e usando o método dos indivisíveis, ele nunca publicou uma palavra sobre o assunto novamente.:174

## Obras

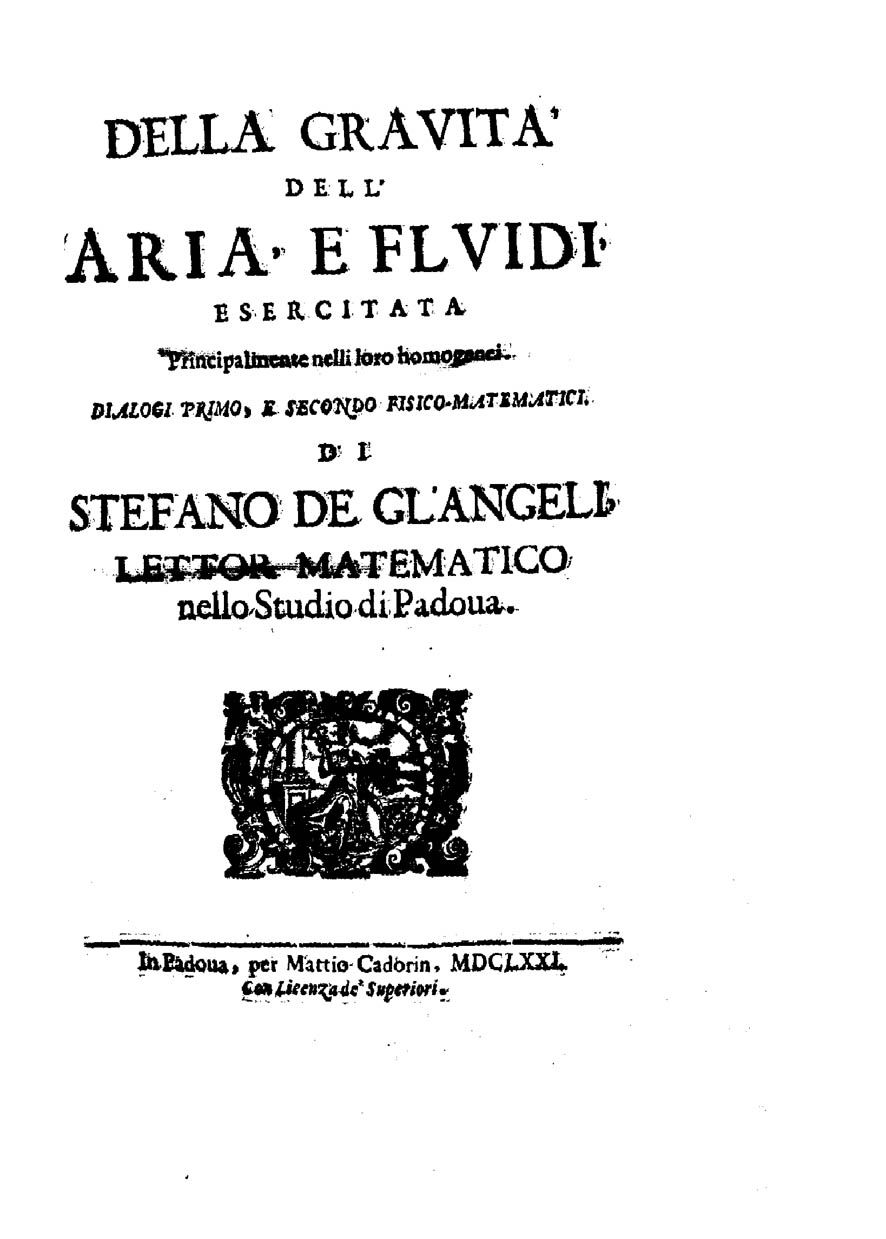
Della gravità dell'aria e fluidi, esercitata principalmente nei loro omogenei, 1671

- Problemata geometrica sexaginta (em latim). Venetiis: [s.n.] apud Iohannem La Noù. 1658
- De infinitis parabolis, de infinitisque solidis ex variis rotationibus ipsarum, partiumque earundem genitis (em latim). Venetiis: [s.n.] apud Ioannem La Noù. 1659
- Miscellaneum geometricum (em latim). Venetijs: [s.n.] apud Ioannem La Noù. 1660
- De infinitorum spiralium spatiorum mensura (em latim). Venetijs: [s.n.] apud Ioannem La Noù. 1660
- Accessionis ad steriometriam, et mecanicam, pars prima (em latim). Venetijs: [s.n.] apud Ioannem La Noù. 1662
- Della gravità dell'aria e fluidi, esercitata principalmente nei loro omogenei (em italiano). Padua: [s.n.] Matteo Cadorino. 1671